# اردوغش
اردوغش، روستایی از توابع بخش زبرخان شهرستان نیشابور در استان خراسان رضوی ایران است.

## جمعیت
این روستا در دهستان اردوغش قرار دارد و براساس سرشماری مرکز آمار ایران در سال ۱۳۸۵، جمعیت آن 2٬230 نفر (450خانوار) بوده‌است.